# Rugby a 15 nel 1971
Il 1971 vede nel rugby a 15 la conferma del dominio sudafricano, ribadito dai tre successi in terra australiana. I British Lions si recano in tour in Nuova Zelanda e per la prima volta si aggiudicano la serie contro gli All Blacks (due successi a uno).
La nazionale italiana tocca il punto più basso della sua storia, sconfitta a Napoli dal Marocco e retrocessa nella seconda divisione della "Coppa delle Nazioni".

## Attività internazionali

### Celebrazioni
Il 1971 è l'anno del centenario della Rugby Football Union e del primo test match della storia. Le celebrazioni erano già iniziate nell'autunno del 1970 con un match tra una selezione anglo-gallese e una irlandese-scozzese.
Si disputano così altri match: una sfida supplementare tra Scozia ed Inghilterra a Edimburgo, una settimana dopo la sfida di Londra, valida per la Calcutta Cup e il Cinque Nazioni, ed una sfida (passata alla storia per la sua spettacolarità) tra Inghilterra e una selezione di giocatori denominata XV del Presidente.
| Arbitro: | M.Joseph |

| |            | |
| mete: P.Brown, Frame Rea, Steele trasf.: A. Brown 4 c.p.: P. Brown | Marcatori  | c.p.: Hiller Drop: Cowman |
| 15.Arthur Brown 14.Billy Steele, 11.Alastair Biggar 13.John Frame, 12.Chris Rea 10.Jock Turner, 9.Duncan Paterson 8.Peter Brown (c), 7.R. Arneil, 6.N. MacEwan 5.Gordon Brown, 4.Alastair McHarg 3.S. Carmichael, 2.Q.Dunlop, 1.I. McLauchlan sostituti: 16.Gordon Strachan Non entrati : 17.Ronald Hannah,18.Steven Turk 19.Ian McCrae,20.Robert Clark | Formazioni | 15.Bob Hiller 14.Jeremy Janion, 11.David Duckham 13.Christopher Wardlow, 12.John Spencer (c) 10.Dick Cowman, 9.Nigel Starmer-Smith 8.Bob Taylor, 7.T. Neary, 6.A. Bucknall 5.Christopher Ralston, 4.Peter Larter 3.Fran Cotton, 2.J. Pullin, 1.Piggy Powell Non entrati : 16.Peter Glover,17.Jacko Page 18.A.G. Johnson,19.Stack Stevens 20.Ronald Hannaford,21.Ian Wright |

| Arbitro: | Mike Titcomb |

| |            | |
| Mete: Hiller Tr: Hiller c.p. Hiller (2) | Marcatori  | Mete: Kirkpatrick (2) Marais Williams (3) Tr: Villepreux (5) |
| 15.Bob Hiller 14.Jeremy Janion, 11.Peter Glover 13.John Spencer (c), 12.David Duckham 10.Dick Cowman, 9.Nigel Starmer-Smith 8.Peter Dixon, 7.Tony Neary, 6.Roger Creed 5.Christopher Ralston, 4.Peter Larter 3.Fran Cotton, 2.John Pullin, 1.Stack Stevens | Formazioni | 15. Pierre Villepreux (FRA); 14.Stephen Knight(AUS) 11.Bryan Williams(NZE) 13.Jo Maso, (FRA) 13.Joggie Jansen(SAF) 10.Wayne Cottrell (NZE); 9.Dawie de Villiers (SAF); 8.Ian Kirkpatrick(NZE) 7.Brian Lochore (NZE) (C) 6.Greg Davis (AUS) 5.Frik du Preez (SAF), 4.Colin Meads (NZE) 3.Hannes Marais (SAF) 2.Peter Johnson (AUS) 1. Roy Prosser (AUS) |

### Altri Tour
| Copenaghen 7 ottobre 1971 | Danimarca XV | 23 – 34 | Belgio |  |

| Sollentuna 10 ottobre 1971 | Svezia | 3 – 7 | Belgio |  |

### Altri test ufficiali
| Køge 23 maggio 1971 | Danimarca | 5 – 13 | Svezia |  |

| Bonn 16 ottobre 1971 | Germania Ovest | 14 – 9 | Paesi Bassi |  |

| 17 ottobre 1971 | Belgio | 9 – 27 | Germania Ovest |  |

| Praga 1971 | Cecoslovacchia | 8 – 0 | Germania Est |  |

| Grimma 1971 | Germania Est | 9 – 23 | Polonia |  |

| Bangkok 1971 | Thailandia | 15 – 4 | Malaysia |  |

### Altri match
| Nizza 1971 | Nizza | 22 – 26 | Madagascar |  |

| Bruxelles 2 ottobre 1971 | Belgio | 10 – 10 | Assia |  |

| Bruxelles 30 ottobre 1971 | Belgio | 22 – 18 | Middlesex |  |

## I Barbarians
Nel 1971 la squadra ad inviti dei Barbarians ha disputato i seguenti incontri:
| Northampton 4 marzo 1971 | East Midlands | 14 – 18 | Barbarians |  |

| Neath 21 ottobre 1971 | Neath RFC | 4 – 12 | Barbarians | The Gnoll |

| Leicester 28 dicembre 1971 | Leicester Tigers | 20 – 14 | Barbarians | (Welford Road) |

## Campionati nazionali
| Sudafrica            | Currie Cup              | Transvaal e Northern Transvaal |
| Nuovo Galles del Sud | Shute Shield            | Randwick                       |
| Argentina            | Camp. di Buenos Aires   | San Isidro Club                |
|                      | Argentino               | Buenos Aires                   |
| Francia              | Campionato              | Beziers                        |
|                      | Challenge du Manoir     | Dax                            |
| Inghilterra          | Campionato delle Contee | Surrey                         |
| Irlanda              | Interprovinciale        | Leinster Rugby                 |
| Italia               | Campionato 1970-71      | Petrarca Padova                |
|                      | Coppa                   | Fiamme Oro Padova              |
| Romania              | Campionato              | Steaua Bucarest                |
| Portogallo           | Coppa                   | Tecnico                        |
| Spagna               | Campionato              | Real Canoe                     |
|                      | Copa del Rey            | Real Canoe                     |
| Canada               | Interprovinciale        | Ontario                        |
| Brasile              | Campionato              | FUPE San Paolo                 |
| Unione Sovietica     | Campionato              | VVA                            |